# Hutton Gibson
Hutton Peter Gibson (ur. 26 sierpnia 1918 w Peekskill, zm. 11 maja 2020 w Thousand Oaks) – amerykański pisarz poruszający w swych dziełach tematy religijne, zwolennik sedewakantyzmu. Ojciec 11 dzieci, w tym aktora i reżysera Mela Gibsona.
Gibson był zadeklarowanym krytykiem posoborowego porządku w Kościele katolickim oraz zwolennikiem różnych teorii spiskowych. Twierdził m.in. iż Sobór watykański II był masońskim spiskiem wspieranym przez Żydów, Holocaust to fikcja, a Żydzi po prostu wyemigrowali do innych krajów.

## Twórczość

### Książki
- Is the Pope Catholic?: Paul VI's Legacy: Catholicism? (1978)
- Time Out of Mind (1983)
- The Enemy is Here! (1994)
- The Enemy is Still Here! (2003)